# Sage Nein!
Sage Nein! (andere Schreibweisen: Sage nein!, Sage Nein, Sage nein) ist ein politisches Lied des Liedermachers Konstantin Wecker auf seinem Album Uferlos aus dem Jahr 1993. Auf neueren Aufnahmen hat er den Text immer wieder variiert. 2009 veröffentlichte Pippo Pollina mit Grida No (Schreie Nein) eine italienische Übertragung.

## Inhalt
Der Text richtet sich zunächst gegen Neonazis und fordert zum Widerstand auf. Dabei spricht er im Refrain breite Schichten der Bevölkerung an („ob als Priester oder Lehrer, Hausfrau oder Straßenkehrer …“) und alle Altersgruppen. Weiteres Unrecht, dem man entgegentreten soll, sind sexuelle Belästigung, Homophobie, Rassismus.

## Hintergrund
Weckers Text weist Parallelen zu Wolfgang Borcherts Dann gibt es nur eins! auf. Auch dort werden verschiedene Personen angesprochen mit der konkreten Aufforderung, kriegsfördernde Handlungen zu unterlassen. Als Letztes spricht Borchert die Mütter an: „Du. Mutter in der Normandie und Mutter in der Ukraine […] dann gibt es nur eins: Sagt NEIN! Mütter, sagt NEIN!“ Es folgt eine Darstellung, was andernfalls geschehen wird.

## Versionen
Wie bei anderen Lieder – z. B. bei Willy – variiert Wecker den Text bei Auftritten und Aufnahmen. So passt er auch den Inhalt aktuellen Themen an. In seinem Buch Wir werden weiter träumen. Poesie für eine bessere Welt veröffentlicht er die Variante 2003, die sich vor allem gegen Kriegsparolen und Machtgier richtet und sich für Widerstand einsetzt. Im Jahr 2024 entstand unter Mitarbeit von Sarah Straub und Tamara Banez eine Refrainvariante mit etwa fünf neuen angesprochenen Personengruppen. Seit seiner „Lieder meines Lebens“-Tour im gleichen Jahr singt er „Hab den Mut zu desertieren […] Doch es tut sich was, ihr Lieben, auf den Straßen, auf den Plätzen finden sich die Freunde ein, sich dem Wahn zu widersetzen.“ Damit greift er die Hoffnung auf, wie sie auch Hannes Waders Lied Es ist an der Zeit thematisiert.

## Musik
Die Melodie hat einen vorwiegend abwärts gerichteten Verlauf, der Refrain hebt sich durch langsameres Tempo ab. Instrumentiert wird es meist unter anderem mit Blechbläsern und Schlagzeug.

## Video
In dem 2019 veröffentlichten Video von Ezé Wendtoin wirken über 50 Personen mit, die zu Ezés Gesang die Lippen bewegen (neben Konstantin Wecker z. B. Franziska Weisz, Micky Beisenherz, Frederick Lau, Kida Khodr Ramadan und Atze Schröder). Der Text läuft als Untertitel mit.

## Veröffentlichungen

### Konstantin Wecker
- CD/Single (Erlöse für die Behandlung und Rekonvaleszenz der Schwerverletzten des Brandanschlages von Solingen) (1993)
- Uferlos in Salzburg – Live (1994)
- Gamsig (1996)
- Was für eine Nacht (2001)
- BEST – es geht uns gut (2002)
- Mey, Wader, Wecker – das Konzert (2003)
- Avitall & Konstantin Wecker: Sage nein zu Antisemitismus (2005)
- Politische Lieder (2006)
- Alle Lust will Ewigkeit – Die Live-Aufnahmen 1975–1987 (2007)
- Alles das und mehr – Das Jubiläumskonzert zum 60. Geburtstag (2007)
- Zwischenräume – Die Studio-Aufnahmen 1973–1987 (2007)* Zugaben – Live (2008)
- Was keiner wagt (2008)
- Wut und Zärtlichkeit (Live) (2013)
- Poesie und Widerstand (2017), zwei Versionen, die Bonus-Version mit Asp Spreng, Cetin Oraner, Conchita Wurst und Pippo Pollina
- Poesie und Widerstand live: Die Jubiläumskonzerte zum 70. Geburtstag (2018)
- Sage Nein! Antifaschistische Lieder 1978 bis heute (2018)
- Weltenbrand  mit der Bayerischen Philharmonie (2019)[4]
- Poesie in stürmischen Zeiten (2020)

### Aufnahmen anderer Künstler
- Maren Berg (1995 und 2000)
- ASP (2007)
- Pippo Pollina (Grida No, 2009[5])
- Stefan Winkler mit Konstantin Wecker (2012)[6]
- Hannes Wader mit Konstantin Wecker bei den Songs an einem Sommerabend (2014)[7]
- Ezé Wendtoin (2019)
- Tamara Banez und Sarah Straub (2020)[8]

### Verwendung in Filmen
- 2021: NICO, deutscher Spielfilm von Eline Gehring, Francy Fabritz und Sara Fazilat